# Alojzy Ramisz
Alojzy Ramisz (ur. 18 czerwca 1931 w Rudzie Śląskiej, zm. 11 sierpnia 2011 w Szczecinie) – polski lekarz weterynarii, parazytolog, profesor nauk weterynaryjnych w zakresie parazytologii i higieny zwierząt, nauczyciel akademicki

## Życiorys
Alojzy Ramisz po zdaniu matury w 1950 w Rudzie Śląskiej podjął studia na Wydziale Weterynaryjnym Uniwersytetu Wrocławskiego, a ukończył je w lutym 1955 z dyplomem lekarza weterynarii na Wydziale Weterynaryjnym Wyższej Szkoły Rolniczej we Wrocławiu. Po studiach podjął pracę w Państwowym Zakładzie Leczniczym dla Zwierząt w Tuchomiu, gdzie pełnił funkcję kierownika (1955-1956). W 1956 podjął studia doktorskie w zakresie parazytologii pod kierunkiem prof. Gustawa Poluszyńskiego. Jednocześnie pracował jako inspektor weterynarii przy Prezydium Miejskiej Rady Narodowej we Wrocławiu (1958-1961). W 1961 po obronie dysertacji Pierwotniaki z rodzaju Leucocytozoon-Danilewsky 1890 u ptaków z okolic Wrocławia otrzymał stopień naukowy doktora nauk weterynaryjnych i w tym samym roku został zatrudniony na stanowisku adiunkta w Katedrze Parazytologii i Chorób Inwazyjnych. W latach 1963-1964 odbył roczne studia podoktorskie w Johns Hopkins School of Hygiene and Public Health w Baltimore (USA). W 1965 został kierownikiem Zakładu Higieny Weterynaryjnej w Krakowie, którym był przez 25 lat. W 1966 odbył staż naukowy w Instytucie Zoonoz we Frankfurcie nad Menem (Niemcy) w ramach stypendium DAAD. W 1967 otrzymał stopień doktora habilitowanego nauk weterynaryjnych na podstawie monografii Badania nad układem nerwowym nicieni i tasiemców przy użyciu histochemicznej metody na aktywną acetylocholinesterazę. W 1976 nadano mu tytuł profesora nadzwyczajnego nauk weterynaryjnych. W latach 1991-1996 pełnił funkcję kierownika Katedry Higieny i Rozrodu Zwierząt Akademii Rolniczej w Szczecinie, a w latach 1996-2001 – kierownika Katedry Higieny Zwierząt i Profilaktyki tej uczelni. W latach 1993-1996 pełnił funkcję prodziekana Wydziału Zootechnicznego Akademii Rolniczej w Szczecinie.     
Alojzy Ramisz został pochowany 17 sierpnia 2011 na Cmentarzu Centralnym w Szczecinie (kw. 3/2/4).     

## Praca naukowo-dydaktyczna
Profesor Alojzy Ramisz prowadził badania epizootiologiczne nad włośnicą i kokcydiozą zwierząt. Zajmował się profilaktyką i zwalczaniem niektórych chorób środowiskowych i pasożytniczych, grzybiczych oraz niedoborowych. Realizował projekty badawcze finansowane przez Komitet Badań Naukowych oraz fundacje zagraniczne, m.in. Narodową Fundację Rządu Szwajcarskiego. Uczestniczył w takich gremiach naukowych jak Międzynarodowa Komisja Włośnicowa (ICT), Komisja Wspólnoty Europejskiej ds. kokcydiozy (COST89), Zespół ds. Echinokokozy u ludzi i zwierząt przy WHO. Był członkiem Komitetu Parazytologii PAN, Rady Naukowej Instytutu Parazytologii PAN, Komisji Rewizyjnej Polskiego Towarzystwa Parazytologicznego, Przewodniczącym Lokalnej Komisji Etycznej ds. Badań na Zwierzętach w Szczecinie, Przewodniczącym Oddziału Szczecińskiego Polskiego Towarzystwa Nauk Weterynaryjnych. Był członkiem w radach redakcyjnych czasopism naukowych i popularnonaukowych: „Acta Parasitologica Polonica”, „Zeszyty Naukowe AR w Szczecinie”, „Folia Universitatis Agriculturae Stetinensis”, „Nowości Weterynaryjne”, „Biuletyn Informacyjny Przemysłu Paszowego”, „Bydło”. Brał aktywny udział w licznych kongresach, zjazdach i konferencjach naukowych w kraju i za granicą. Dzięki badaniom prof. Ramisza wprowadzono do praktyki weterynaryjnej 14 nowych preparatów. Opublikował 550 prac naukowych, wypromował 9 doktorów, kilkudziesięciu magistrów inżynierów i inżynierów.

## Wybrane publikacje
- Epidemiological studies on Trichinellosis among swine, wild boars and humans in Poland. „Parasite” 2001, 8, S90–S91 (wsp. A. Balicka-Ramisz, J. Szymborski)[12]
- Influence of dermanyssus gallinae on health and production in layers. „Medyc. Weter.” 2004, 60(8), s.874-876 (wsp. Bogumiła Pilarczyk, Aleksandra Balicka-Ramisz, Beata Pająk)[13]
- Effect of Baycox coccidiostat on coccidia infection in pigeons. „Ann. Animal Sci.” 2006, 6(2), s. 331–336 (wsp. Bogumiła Pilarczyk, Aleksandra Balicka-Ramisz, Łukasz Laurans)[14]
- Occurrence of endoparasites in heifers imported to Poland from the Netherlands. „Arch. Tierzucht.” 2009, 52(3), s.265-271 (wsp. Bogumiła Pilarczyk, Aleksandra Balicka-Ramisz, Wojciech Kozak)[15]

## Odznaczenia
- Odznaka „za Wzorową Pracę w Służbie Weterynaryjnej (1970, 1978)
- Srebrny Krzyż Zasługi (1971)
- Medal 30-lecia PRL (1974)
- Odznaka ”Zasłużony Pracownik Rolnictwa” (1974)
- Odznaka Honorowa „Zasłużony dla Polskiego Towarzystwa Nauk Weterynaryjnych” (1978)
- Złota Odznaka Zrzeszenia Lekarzy i Techników Weterynaryjnych (1985)
- Krzyż Kawalerski Orderu Odrodzenia Polski (1986)
- Honorowy Medal „W uznaniu zasług dla Wydziału Weterynaryjnego AR we Wrocławiu” (1990)
- Krzyż Oficerski Orderu Odrodzenia Polski (2001)
- Medal Komisji Edukacji Narodowej (2001)
- Medal Zasłużony dla Akademii Rolniczej w Szczecinie (2001)